# Anything Else
Anything Else è un film del 2003 scritto e diretto da Woody Allen. I protagonisti sono Allen stesso, Jason Biggs e Christina Ricci.

## Trama
New York, primi anni duemila. Jerry Falk è un autore comico che non riesce a sfondare nel mondo dello spettacolo a causa del suo agente incompetente. Per di più, si ritrova ormai da anni a languire in analisi dietro le cure d'un apatico e laconico psicologo. Innamoratosi dell'intrigante Amanda, un'aspirante attrice dal carattere imprevedibile (da lui conosciuta in quanto nuova fidanzata del suo vecchio amico Bob), Jerry va a convivere con lei dopo che i due avevano imbastito nel frattempo una relazione clandestina, lasciando così ognuno i propri innamorati.
Diverso tempo dopo, però, il loro rapporto entra in una lenta quanto inesorabile crisi, tra una routine sempre più tediosa e le crisi nervose di cui la giovane comincia a soffrire per via delle proprie difficoltà lavorative. A tutto ciò si aggiunge il trasferimento dell'ingombrante e isterica madre di Amanda in casa loro, che causa di fatto un vero e proprio annullamento della loro vita sessuale. Dinanzi a questo stato di cose, Jerry trova un aiuto insperato nei consigli dell'anziano David Dobel, anch'egli autore comico, conosciuto proprio durante un colloquio tenuto in comune per un ingaggio presso una rete televisiva, col quale stringe subito un forte e sincero rapporto d'amicizia.
Dobel, durante le loro lunghe passeggiate a Central Park, convince Jerry a riscattare la propria vita da legami opprimenti e inutili, a partire da quello con Amanda. Jerry decide così alla fine di seguire i saggi consigli dell'amico: lasciare Amanda (dopo aver tra l'altro appreso d'esser stato tradito più volte da lei); trovare il coraggio di congedare il suo maldestro agente (che a vedersi annunciare la notizia viene quasi colto da un infarto); abbandonare il suo inconcludente psicanalista. 
Fatto ciò, si prepara a partire con Dobel alla volta di Los Angeles, in California, dove entrambi hanno trovato un ingaggio come autori di uno show televisivo ma, all'ultimo istante, l'anziano autore lo avverte che non potrà più seguirlo poiché è stato accusato d'omicidio e quindi sarà costretto a vivere da latitante. E, prima che le loro strade si separino, Dobel augura al suo protetto buona fortuna per la nuova avventura in solitaria. Jerry partirà dunque alla volta di Los Angeles con l'autostima, la caparbietà e, soprattutto, la fiducia nella vita che gli erano sempre mancate.

## Distribuzione
Il film ha avuto la sua prima mondiale il 27 agosto 2003 alla sessantesima edizione della Mostra Internazionale d'Arte Cinematografica della Biennale di Venezia, della quale è stato il film d'apertura. È uscito nei cinema statunitensi il 19 settembre dello stesso anno, mentre in Italia (secondo Paese a farlo uscire in sala) il 3 ottobre.